# Marquis Dendy
Marquis Dendy (Wilmington, 17 novembre 1992) è un lunghista e triplista statunitense, campione mondiale indoor di salto in lungo a Portland 2016.

## Palmarès
| Anno | Manifestazione   | Sede       | Evento         | Risultato | Prestazione | Note                                     |
| ---- | ---------------- | ---------- | -------------- | --------- | ----------- | ---------------------------------------- |
| 2010 | Mondiali U20     | Moncton    | Salto triplo   | 8º        | 15,53 m     |                                          |
| 2013 | Mondiali         | Mosca      | Salto in lungo | 27º (q)   | 7,36 m      |                                          |
| 2015 | Mondiali         | Pechino    | Salto in lungo | 21º (q)   | 7,78 m      |                                          |
| 2015 | Mondiali         | Pechino    | Salto triplo   | 13º (q)   | 16,73 m     |                                          |
| 2016 | Mondiali indoor  | Portland   | Salto in lungo | Oro       | 8,26 m      |                                          |
| 2017 | Mondiali         | Londra     | Salto in lungo | 20º (q)   | 7,78 m      |                                          |
| 2018 | Mondiali indoor  | Birmingham | Salto in lungo | Bronzo    | 8,42 m      | Miglior prestazione personale            |
| 2018 | Campionati NACAC | Toronto    | Salto in lungo | Oro       | 8,29 m      | Record dei campionati                    |
| 2021 | Giochi olimpici  | Tokyo      | Salto in lungo | 19º (q)   | 7,85 m      |                                          |
| 2022 | Mondiali indoor  | Belgrado   | Salto in lungo | Bronzo    | 8,27 m      | Miglior prestazione personale stagionale |
| 2022 | Mondiali         | Eugene     | Salto in lungo | 6º        | 8,04 m      |                                          |
| 2023 | Mondiali         | Budapest   | Salto in lungo | 12º       | 7,62 m      |                                          |

## Campionati nazionali
2011
- 4º ai campionati statunitensi juniores, salto triplo - 15,44 m

2013
- 5º ai campionati statunitensi, salto in lungo - 8,10 m

2015
- Oro ai campionati statunitensi, salto in lungo - 8,68 m

2016
- Oro ai campionati statunitensi indoor, salto in lungo - 8,41 m

2017
- Argento ai campionati statunitensi, salto in lungo - 8,39 m

2018
- Bronzo ai campionati statunitensi, salto in lungo - 8,04 m
- Argento ai campionati statunitensi indoor, salto in lungo - 8,22 m

2022
- Argento ai campionati statunitensi indoor, salto in lungo - 8,14 m

## Altre competizioni internazionali
2015
- Oro ai London Anniversary Games ( Londra), salto in lungo - 8,38 m
- Argento al Bauhaus-Galan ( Stoccolma), salto in lungo - 8,09 m
- 6º all'Herculis ( Monaco), salto triplo - 16,96 m

2017
- Bronzo ai London Anniversary Games ( Londra), salto in lungo - 7,95 m
- 9º allo Shanghai Golden Grand Prix ( Shanghai), salto in lungo - 7,80 m

2018
- Bronzo ai FBK Games ( Hengelo), salto in lungo - 8,13 m
- 7º ai London Anniversary Games ( Londra), 8,12 m
- 7º al Golden Gala ( Roma), salto in lungo - 8,08 m

2021
- 4º all'Herculis ( Monaco), salto in lungo - 7,99 m

2022
- Bronzo all'Herculis ( Monaco), salto in lungo - 8,31 m

2023
- Argento ai Bislett Games ( Oslo), salto in lungo - 8,26 m

2024
- Oro alla Shanghai Diamond League ( Shanghai), salto in lungo - 8,05 m

2025
- Bronzo alla Xiamen Diamond League ( Xiamen), salto in lungo - 8,10 m